# 賈氏烏溪鱂
賈氏烏溪鱂，為輻鰭魚綱鯉齒目鰕鱂亞目溪鱂科的其中一種，為熱帶淡水魚，分布於南美洲巴西Araguari河及巴拉那河上游流域，體長可達3.2公分，棲息在植被生長、水質清澈的表層水域，生活習性不明。

## 擴展閱讀
維基物種上的相關：賈氏烏溪鱂